# Ковалёв, Максим Никитович
Максим Никитович Ковалёв (23.08.1922 — 24.07.1968) — командир расчёта зенитного крупнокалиберного пулемёта 18-го отдельного гвардейского дивизиона ПВО (14-я гвардейская кавалерийская дивизия, 7-й гвардейский кавалерийский корпус, 1-й Белорусский фронт) гвардии сержант, участник Великой Отечественной войны, кавалер ордена Славы трёх степеней.

## Биография
Родился 23 августа 1922 года в селе Семячки Почепского уезда Брянской губернии (ныне Трубчевского района Брянской области) в семье крестьянина. Русский.
Образование начальное. Жил и работал в городе Кемерово.
В декабре 1941 года был призван в Красную армию Кемеровским райвоенкоматом. С того же времени - на фронте. К лету 1943 года воевал в составе 676-го стрелкового полка 15-й стрелковой дивизии командиром миномётного расчёта. В боях на Курской дуге заслужил первую боевую награду – медаль «За отвагу». Но она осталась невручённой: в конце июля он был ранен в бою. После госпиталя в свою часть не вернулся.
К лету 1944 года гвардии сержант Ковалёв сражался в рядах 14-й гвардейской кавалерийской дивизии, в составе которой прошёл до Победы. Командовал расчётом зенитного крупнокалиберного пулемёта 18-го отдельного гвардейского дивизиона ПВО.
20 июля 1944 года при форсировании реки Западный Буг и в бою за село Дорогуск (Люблинского воеводства Польши) гвардии сержант Ковалёв из личного оружия истребил около 10 солдат противника. 25 июля при отражении контратаки врага в районе населённого пункта Кренжница Яра (9 км юго-западнее города Люблин, Польша) уничтожил несколько гитлеровцев и двух взял в плен.
Приказом по частям 14-й гвардейской кавалерийской дивизии от 18 августа 1944 года (№19/н) гвардии сержант Ковалёв Максим Никитович награждён орденом Славы 3-й степени.
С началом Висло-Одерской операции дивизия в составе 7-го гвардейского кавалерийского корпуса была введена в прорыв. Части дивизии участвовали в освобождении польских городов Томашув-Мазовецки, Лодзь и 29 января вышли на Одер и форсировали водную преграду.
29 января 1945 года близ населённого пункта Клайнитц (Кленица, 18 км северо-восточнее города Зелена-Гура, Польша) ещё на восточном берегу реки Одер гвардии сержант Ковалёв при отражении контратаки из автомата вывел из строя до 10 фашистских солдат. Был тяжело ранен, но продолжал вести огонь до окончания боя. Был представлен к награждению орденом Отечественной войны 2-й степени.
В дальнейшем дивизия участвовала в Восточно-Померанской операции, в конце апреля 1945 года вела бои за город Ратенов.
20–24 апреля 1945 года, отражая контратаки неприятеля у населённых пунктов Брунов и Шванебек (Германия) гвардии сержант Ковалёв в составе расчёта истребил около 15 гитлеровцев. 23 апреля при отражении налёта вражеской авиации огнём из своего пулемёта сбил самолёт FW-190. 27-30 апреля в уличных боях в городе Ратенов Германия подавил 3 вражеских пулемёта, уничтожил свыше 10 солдат. 2-3 мая при отражении контратак противника огнём зенитного пулемёта уничтожил около 20 гитлеровцев.
Приказом по войскам 1-го Белорусского фронта от 7 мая 1945 года (№573/н) гвардии сержант Ковалёв Максим Никитович награждён орденом Славы 2-й степени.
Тогда же, в мае 1945 года, за бои на завершающем этапе войны был представлен к награждению орденом Славы 1-й степени и Красной Звезды.
В декабре 1945 года был демобилизован.
Указом Президиума Верховного Совета СССР от 15 мая 1946 года гвардии сержант Ковалёв Максим Никитович награждён орденом Славы 1-й степени. Стал полным кавалером ордена Славы.
Жил в городе Кемерово. Работал в тресте «Кемеровоуголь». В 1950 году переехал в посёлок железнодорожной станции Ербинская (ныне входит в состав муниципального образования город Сорск Республика Хакасия). Работал на Ербинском известняковом заводе.
Скончался 24 июля 1968 года.

## Награды
- Орден Отечественной войны 1-й степени (1945)[2]
- «Орден Красной Звезды» (01.06.1945)[3]
- Орден Славы 1-й (15.05.1946)[4], 2-й (7.05.1945)[5] и 3-й (18.08.1944)[6] степеней
- медали, в том числе:
  - «За отвагу» (18.07.1943)[7]
  - «За победу над Германией» (9 мая 1945[8])
  - «20 лет Победы в Великой Отечественной войне 1941—1945 гг.» (7 мая 1965[9])
  - «30 лет Советской Армии и Флота»[10]
  - «40 лет Вооружённых Сил СССР»[11]
  - «50 лет Вооружённых Сил СССР» (26 декабря 1967[12])

## Память
- На могиле установлен надгробный памятник
- Увековечен на Сайте МО РФ
- В посёлке станции Ербинская на фасаде здания библиотеки установлена мемориальная доска.